# Gamla Dalarövägen

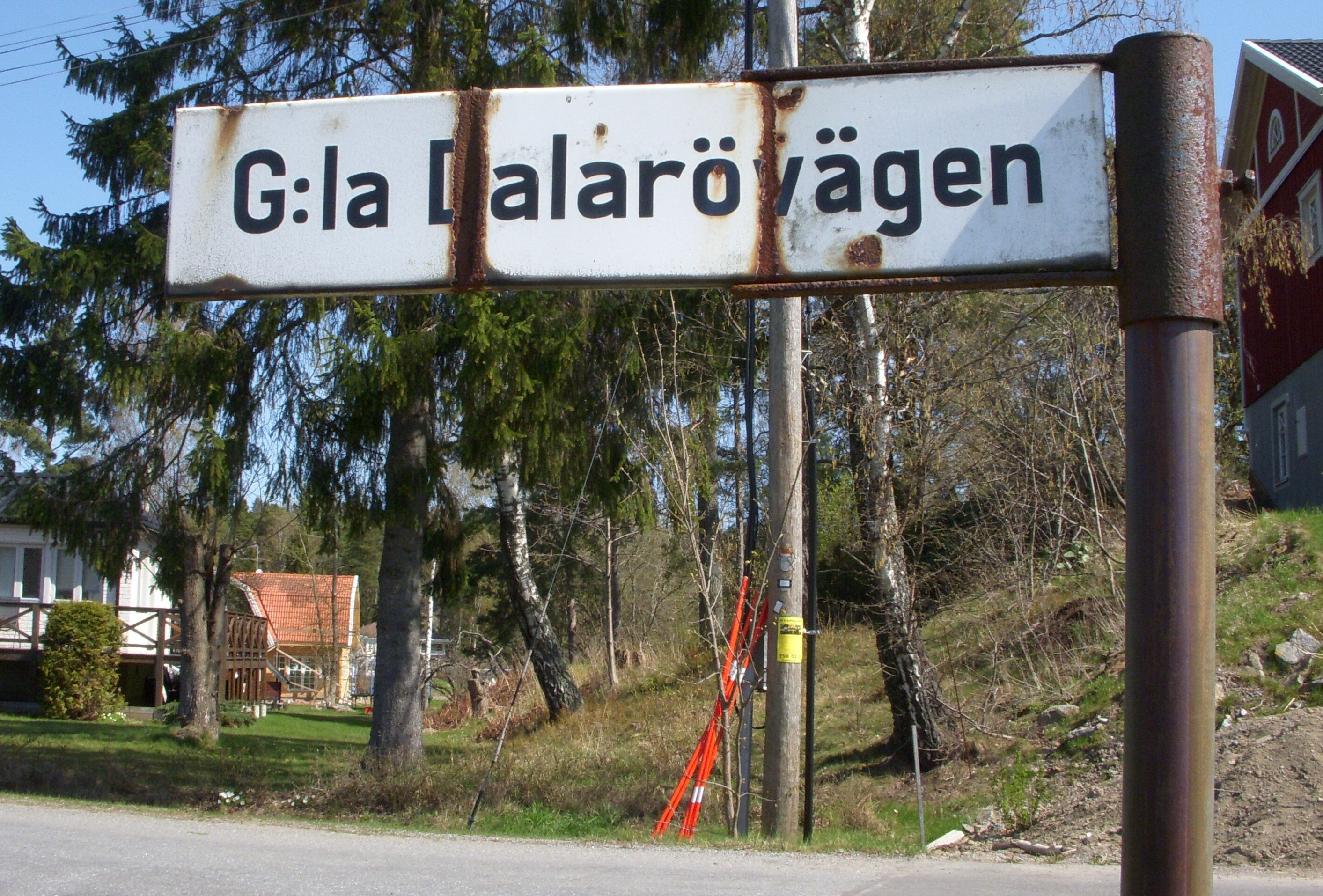
Äldre gatuskylt av emalj uppsatt i Länna.

Gamla Dalarövägen går genom stadsdelen Gamla Enskede i Söderort inom Stockholms kommun, via Länna, Huddinge kommun samt genom Vega, Haninge. Sträckorna följer några av Dalarövägens gamla, ännu trafikerade delar. Landsvägen till Dalarö började i stort att anläggas under 1600-talets första hälft, men utökades och förbättrades under kommande sekler.

## Gamla Dalarövägen i Enskede
59°16′53″N 18°05′38″Ö / 59.28139°N 18.09389°Ö
"Gamla Dalarövägen" är namnet för en lokalgata i Gamla Enskede, Stockholms kommun. Vägen går väster om och parallellt med tunnelbanans gröna linje från Sandsborg till Sockenvägen vid Skogskyrkogården och har i stort sett som den gamla landsvägen till Dalarö. Mellan åren 1909 och 1950 hade Enskedebanan en hållplats "Dalarövägen" vid Sockenvägen och Skogskyrkogården. Vägen fick sitt nuvarande namn 1940, innan dess kallades den "Dalarövägen". Längs vägen står småhus från 1920- och 1930-talen.

## Gamla Dalarövägen i Länna
59°12′15″N 18°08′27″Ö / 59.20417°N 18.14083°Ö
"Gamla Dalarövägen" är namnet för en lokalgata i Länna i Huddinge kommun. Vägen går öster om och parallellt med "Gamla Nynäsnägen" och för genom ett äldre villasamhälle. Innan Nynäsvägen anlades tog man denna väg till Dalarö. Vid södra delen av vägen finns byggnaden för Länna gästgivaregård ännu bevarad. Gästgiveriet bedrevs från 1630-talet till 1902. På 1600-talet var gästgiveriet "det enda mellan Stockholm och Dalehamn" (Dalarö). Stället var ökänt att vara en plats för "druckna individer", som söp och slogs.

## Gamla Dalarövägen i Vega
59°11′40″N 18°08′27″Ö / 59.19444°N 18.14083°Ö
Det tredje vägavsnittet efter Dalarövägens gamla sträckning med namnet "Gamla Dalarövägen" återfinns i det lilla villasamhället Vega i norra delen av Haninge kommun. En milsten som markerar ½ mil från Stockholm och har texten "Sotholms härad", står just där Gamla Dalarövägen ansluter till Söderhagsvägens norra utfart, ungefär i sänkan innanför Drevvikens sydöstra vik. Bakom milstenen rinner en bäck.

## Bilder

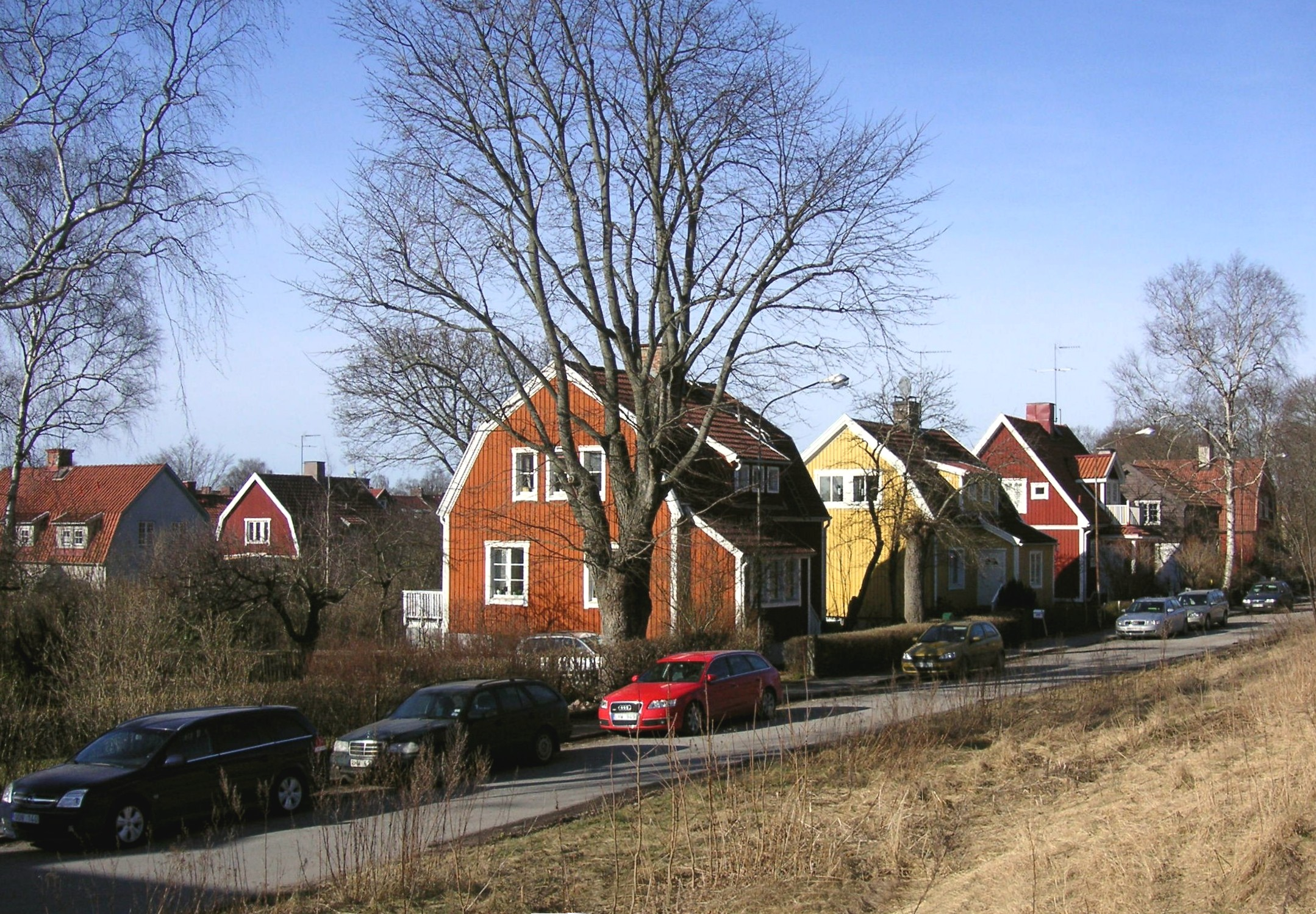
Gamla Dalarövägen i Enskede
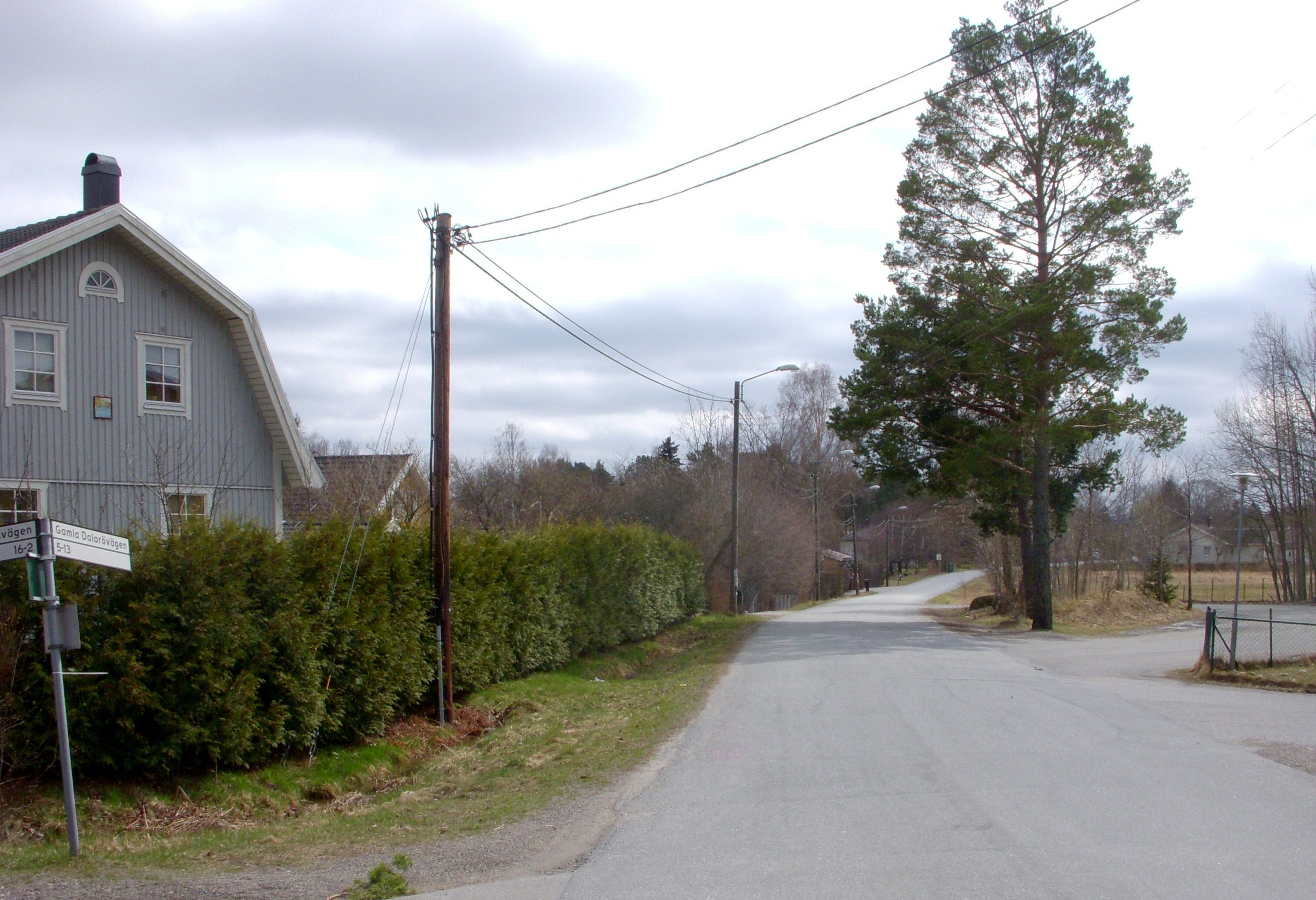
Gamla Dalarövägen i Länna
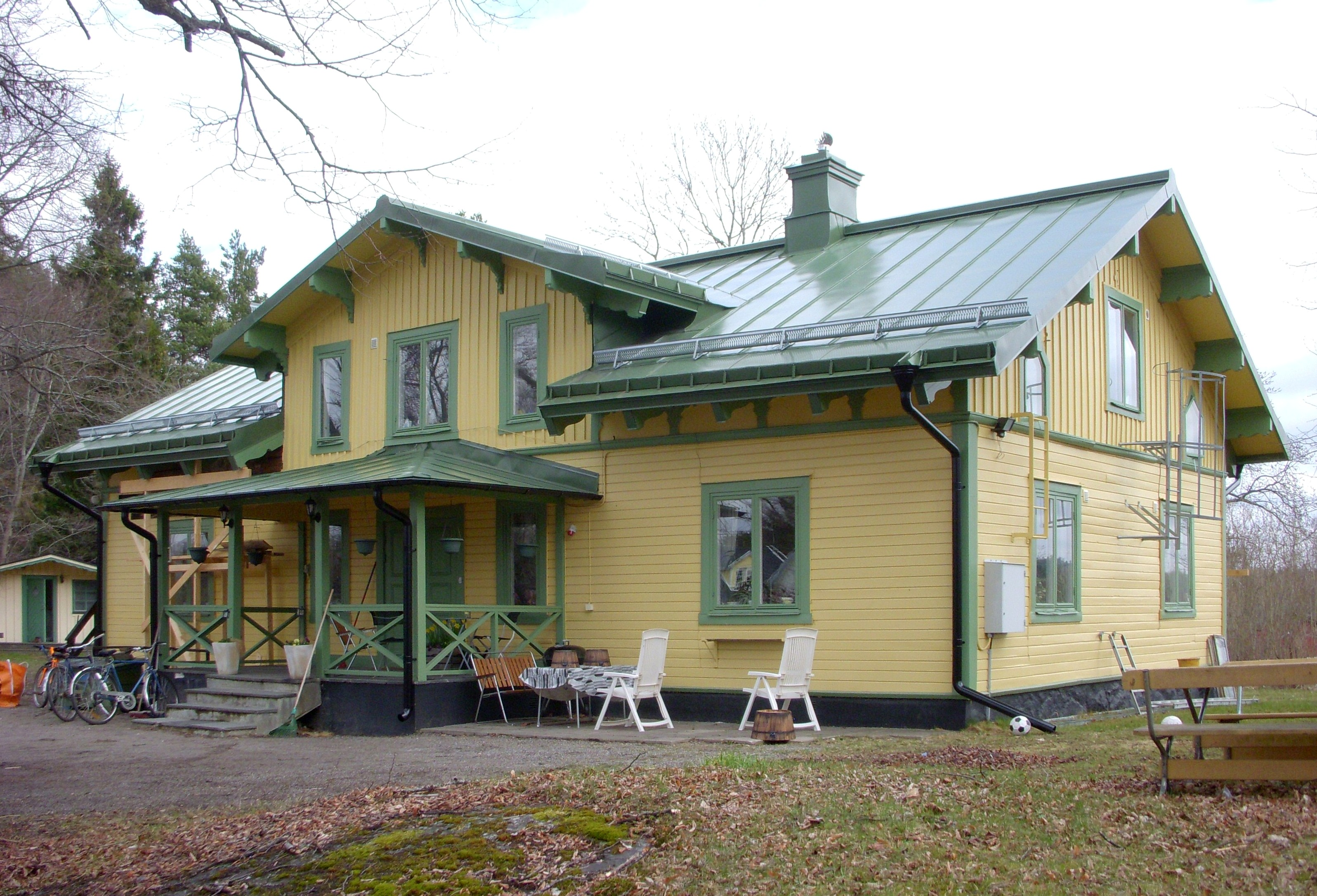
Länna gästgivaregård
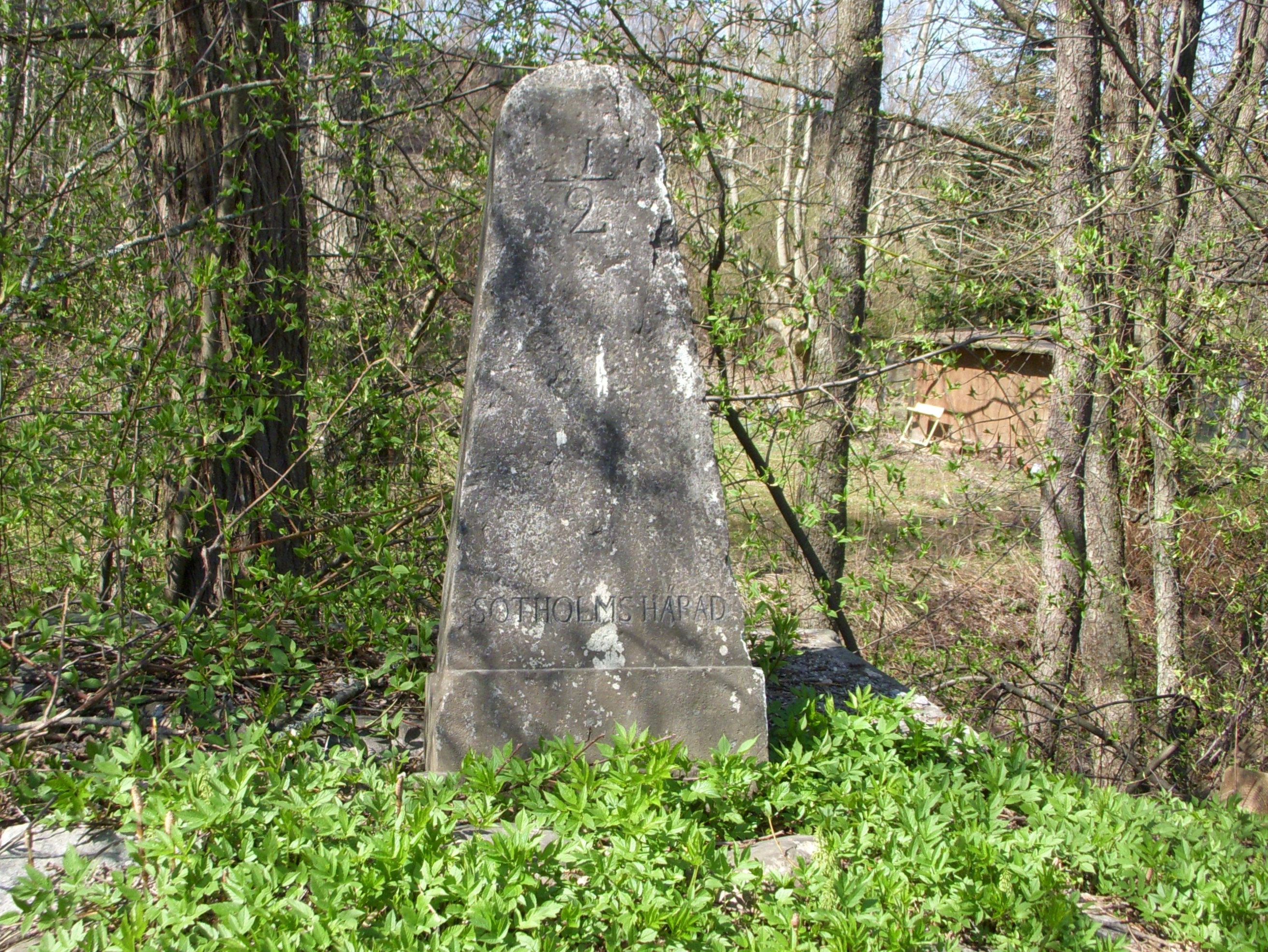
Milstolpen i Söderhagen